# Basse-Ville de Québec
La Basse-Ville de Québec est l'un des deux secteurs géographiques et historiques de l'arrondissement La Cité–Limoilou à Québec. Il est situé au niveau de la mer par opposition à la « Haute-Ville de Québec » qui est située sur la colline de Québec (dont le point culminant est à 105 m d'altitude). Ce secteur regroupe les quartiers Saint-Roch et Saint-Sauveur ainsi qu'une partie du quartier traditionnel du Vieux-Québec.

## Galerie

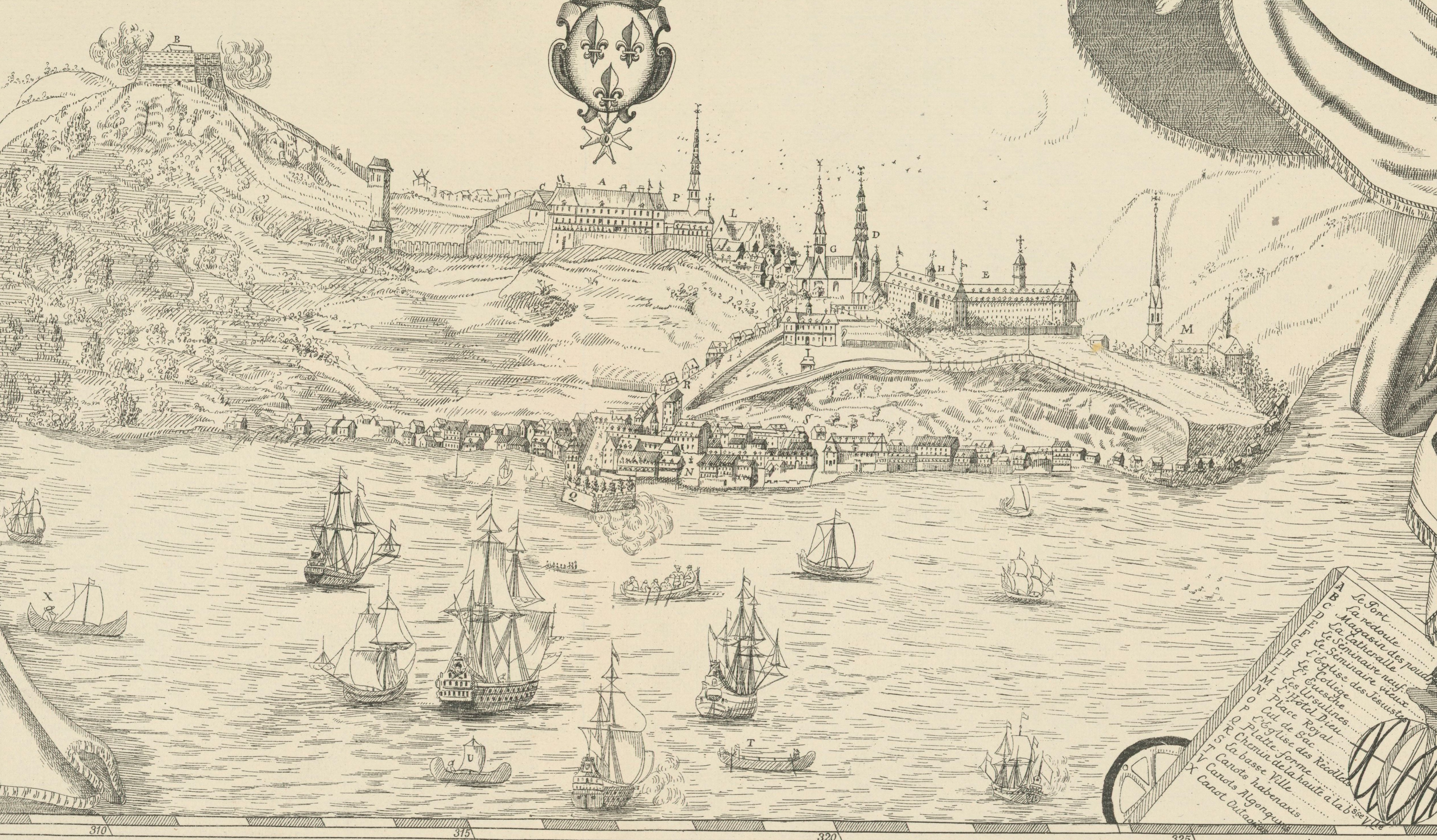
Vue de Québec en 1699 avec localisation de la basse-ville (lettre S).
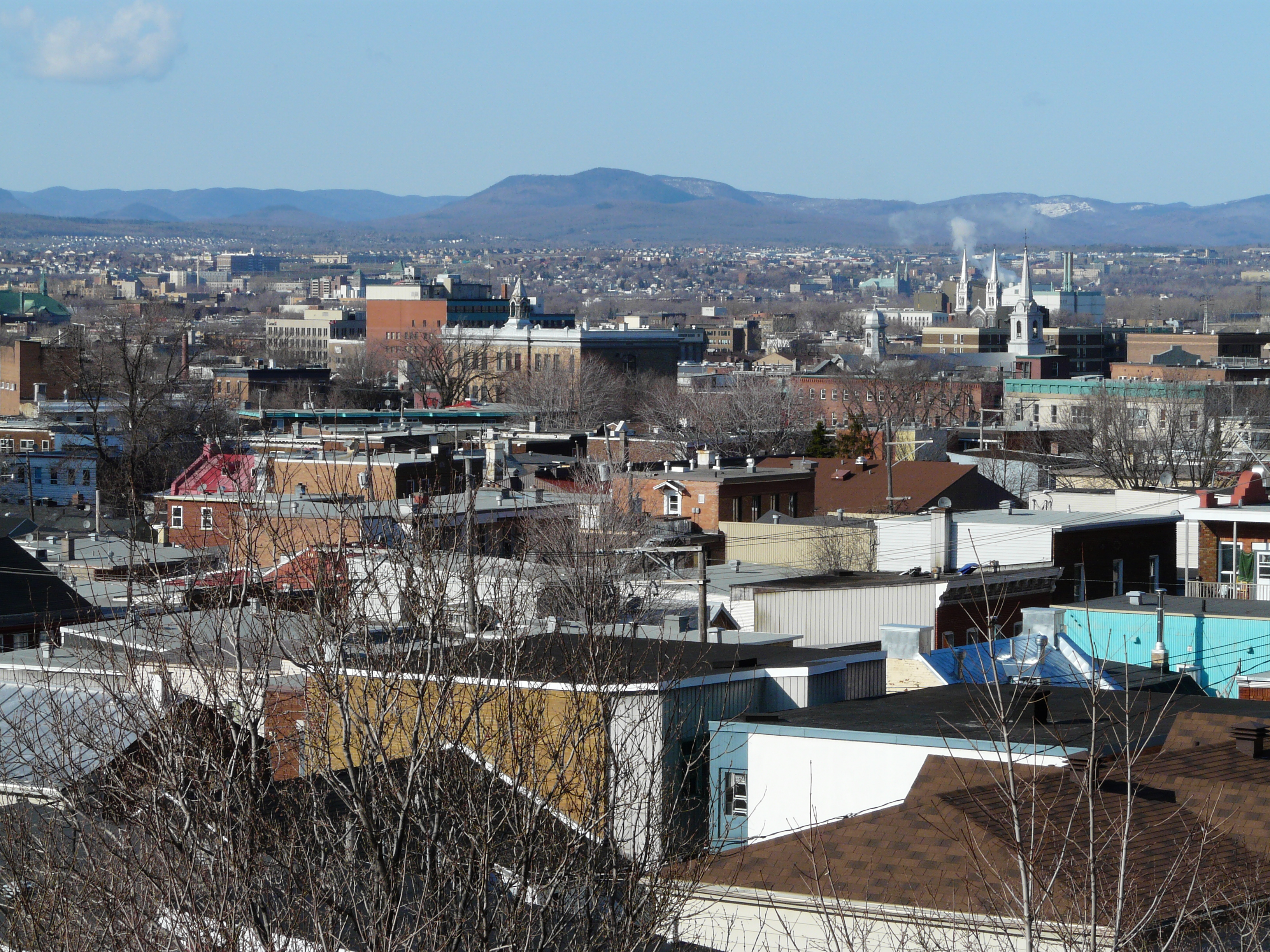
Basse-ville de Québec aujourd'hui.
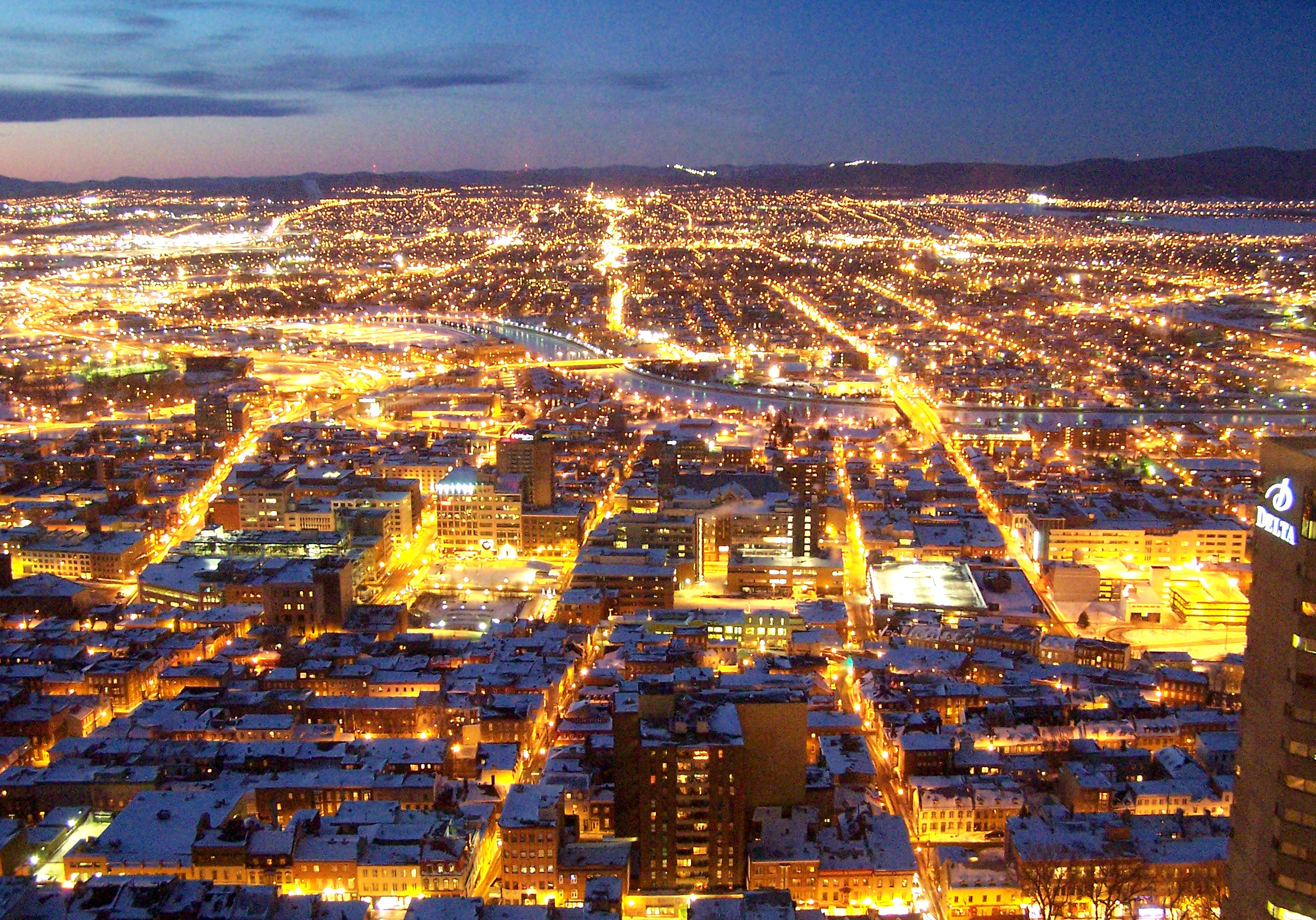
La basse-ville et la rivière Saint-Charles depuis l'Édifice Marie-Guyart.